# Horst Tietzen
Horst Tietzen (Neu-Ostwalter, 19 luglio 1912 – estuario del Tamigi, 18 agosto 1940) è stato un aviatore tedesco che prestò servizio nella Luftwaffe durante la seconda guerra mondiale. Asso dell'aviazione, a lui sono accreditate 27 vittorie aeree.

## Biografia
Horst Tietzen nacque il 19 luglio 1912 a Neu-Ostwalter (nel Neumark). Una volta entrato nella Luftwaffe partecipò alla guerra civile spagnola inquadrato nella 3ª squadriglia dell'88º gruppo caccia, a sua volta facente parte della Legione Condor. La sua prima vittoria arrivò il 19 luglio 1938 quando abbatté un Polikarpov I-16, seguito da altri sei aerei abbattuti con la 1ª squadriglia. La sua bravura nel conflitto spagnolo gli valse la Croce spagnola in oro con spade.
Verso la metà dell'agosto 1939 fu innalzato al rango di Staffelkapitän (caposquadriglia) della 5ª squadriglia del 51º stormo caccia (5/JG 51) e in questa veste ottenne il suo primo successo nella seconda guerra mondiale facendo precipitare un Bloch MB 174 francese il 20 aprile 1940, vicino Sarrebourg (Tietzen comunque sbagliò ad identificare l'aereo e comunicò di aver distrutto un Potez 630).
Terminata la campagna di Francia l'attenzione della Luftwaffe verté sul Regno Unito. La battaglia d'Inghilterra vide Tietzen conseguire la sua 10ª vittoria il 25 luglio 1940 ai danni di uno Spitfire nei cieli di Dover, diventando in seguito il quarto pilota tedesco a raggiungere i 20 successi il 18 agosto, lo stesso giorno in cui venne abbattuto da un Hurricane della RAF sopra l'estuario del Tamigi. Il suo corpo fu riportato dal mare a Calais e per onorarlo gli venne concessa la promozione postuma a capitano e la Croce di Cavaliere (20 agosto 1940).
Durante la sua carriera militare ottenne un totale di 27 vittorie, 7 delle quali riportate in Spagna.